# نيلي (شبكة تجسس)

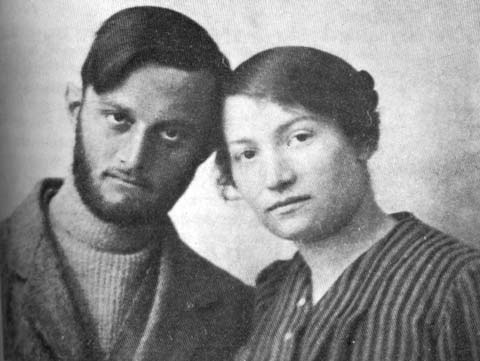

منظمة (نيلي) الاستخباراتية. (اختصار لجملة: «خلود إسرائيل ليس كذبة» بالعبرية) هي شبكة جواسيس يهود، عملت لصالح المخابرات البريطانية في حربها ضد الإمبراطورية العثمانية في فلسطين، أثناء الحرب العالمية الأولى.
مؤسسو الشبكة الجاسوسية هم سارة آرونسون وشقيقها آرون وشقيقتها ربيكا، وصديقهم أفشالوم فاينبيرغ.
قامت بعمليات تجسس، وسريت معلمومات إلى الخارج إلى الإنجليز. أحيانا كانوا يسافرون في مناطق أخرى تابعة للعثمانيين خارج فلسطين، وكانوا ينقلون المعلومات إلى الإنجليز في مصر.
في سبتمبر 1917 أمسك العثمانيون بإحدى حمامات الزاجل وفي رجلها رسالة إلى البريطانيين. ونجحوا في فك شفرة نيلي وألقت القبض على عدد كبير من الناس، وفيهم سارة. وبعد أربعة أيام من التحقيق معها قامت بإطلاق الرصاص على نفسها.
في آخر رسالة لها أعربت عن أملها، في أن تكون نيلي قد أدت دورا في تحقيق قيام الوطن اليهودي القومي في أرض فلسطين.